# 王炎之
王炎之（1896年—1980年），男，福建南安人，中国社会活动家，归国华侨，曾任第二、三、四、五届全国政协委员。